# Craig Mather
Craig Mather (14 marzo 1989) è un attore teatrale e cantante inglese.

## Biografia
Dopo aver studiato al Mountview Academy of Theatre, Craig Mather ha debuttato all'English Theatre di Francoforte nel ruolo di Melchior nel musical Spring Awakening. Nel 2011 debutta nel West End nel ruolo di Marius Pontmercy nel musical Les Misérables e resta nel cast fino al gennaio 2013. Nel 2014 pubblica il suo primo EP, View of You, e nel 2015 sostituisce Nadim Naaman nel revival londinese di  Sweeney Todd: The Demon Barber of Fleet Street con Jeremy Secomb e Siobhán McCarthy. Nel febbraio 2016 torna a far parte del cast di Les Misérables nel ruolo di Marius. Nel 2019 torna a recitare in Les Misérables, questa volta in un'edizione concertistica "all-stars" in cui recitava nell'ensemble ed era il sostituto per il ruolo di Marius.
Dal 2017 è sposato con l'attrice Rosie Heath.